# Fabrizio Bucci (Schauspieler)
Fabrizio Bucci (* 1979 in Rom) ist ein italienischer Schauspieler.

## Leben
Fabrizio Bucci absolvierte von 1999 bis 2002 sein Schauspielstudium an der Accademia Nazionale di Arte Drammatica „Silvio D’Amico“ in Rom. Während seines Studiums wirkte er bei verschiedenen Theateraufführungen und Hochschulproduktionen mit. Dabei spielte er sowohl Rollen in klassischen Stücken (1999; in Agememnon von Aischylos), als auch in modernen Stücken von Dramatikern des 20. Jahrhunderts, wie Tennessee Williams (1999; in Die Glasmenagerie) und Thornton  Wilder (2000; in dem Einakter Pullman Car Hiawatha) mit. Als Theaterschauspieler war Bucci hauptsächlich während seiner Schauspielausbildung tätig. Später folgten weitere vereinzelte Theaterauftritte, u. a. 2007 im Teatro Casale Monferrato in Una città che ti assomiglia (Regie: Giovanni Scifoni) und 2009 in dem musikalischen Theaterstück Nel silenzio delle anime amanti, wo er auch Regie führte.
Seit 2003 arbeitet Bucci schwerpunktmäßig für den Film und das Fernsehen. Insbesondere wirkte er in zahlreichen italienischen Fernsehfilmen, Mini-Serien und Fernsehserien mit. Häufig spielte er dabei in Filmen mit religiösen Themen und Stoffen mit. Mehrfach stellte er auch historische und religiöse Figuren dar.
In dem italienischen Fernsehfilm Maria Goretti (2003) spielte er Alessandro Serenelli, den Peiniger der 11-jährigen Maria Goretti. In dem zweiteiligen italienischen Fernsehfilm San Pietro (2005) verkörperte er den Apostel Johannes. In dem zweiteiligen Fernsehfilm Papst Johannes Paul II. war er in einer Nebenrolle zu sehen; er war der Pole Krysztof Zachuta. In dem Spielfilm Das Ende der Götter, produziert 2006, eine Neuverfilmung des gleichnamigen Films L’Inchiesta von Damiano Damiani, übernahm er unter der Regie von Giulio Base die Rolle von Jesus von Nazaret.
Im italienischen Fernsehen wurde er insbesondere mit der Rolle des Bösewichts und Co-Hauptdarstellers Iacopo Vincenzi in der ersten Staffel der italienischen historischen Fernsehserie Terra ribelle, bei der Cinzia TH Torrini Regie führte, bekannt; in der zweiten Staffel wurde Bucci dann überraschend von dem spanischen Schauspieler Iván González ersetzt. In dem italienischen Zweiteiler La donna della domenica (2011), dessen Handlung in den 1970er Jahren in Turin angesiedelt ist, spielte die Rolle von Lello Riviera, einen homosexuellen Angestellten der Kommunalverwaltung, der aus Liebe zu seinem Lover Massimo Campi, einem vornehmen Turiner Bürger, alles für ihn tut. Eine der Hauptrollen hatte er auch als Filippo Sommariva in der italienischen Fernsehserie Le tre rose di Eva.
In dem italienischen Kinofilm La finestra di Alice (2013) spielte er einen schüchternen und von Geldsorgen geplagten jungen Schriftsteller, der mit dem Fernglas Alice, seine junge schöne Nachbarin von gegenüber, beobachtet.
Im September 2016 war Bucci im deutschen Fernsehen unter der Regie von Jo Baier in dem Heimatdrama Bergfried an der Seite von Peter Simonischek und Gisela Schneeberger zu sehen. Er spielte den jungen Italiener Salvatore, der in einem kleinen steirischen Bergdorf den SS-Mann sucht, der gegen Ende des Zweiten Weltkriegs bei einem Massaker im Jahre 1944 in Italien seine ganze Familie ermordet hat.
Bucci war auch als Sprecher für Hörbücher und als Rezitator tätig. 2007 las er beim Katholischen Jugendtreffen in Loreto religiöse Texte in Abwesenheit von Benedikt XVI., dem damaligen Papst. Die Veranstaltung wurde live auf RAI 1 ausgestrahlt.
Bucci lebt in Rom.

## Filmografie (Auswahl)
- 2003: Maria Goretti (Fernsehfilm)
- 2004: Don Matteo – I volteggi del cuore (Fernsehserie; eine Folge)
- 2005: Don Bosco (Fernsehfilm; Zweiteiler)
- 2005: San Pietro (Fernsehfilm; Zweiteiler)
- 2005: Callas e Onassis (Fernsehfilm; Zweiteiler)
- 2005: Papst Johannes Paul II. (Fernsehfilm; Zweiteiler)
- 2006: Das Ende der Götter (L’inchiesta)
- 2007: Exodus – Il sogno di Ada (Fernsehfilm; Zweiteiler)
- 2007: Pompei (Fernsehfilm; Zweiteiler)
- 2007: Chiara e Francesco (Fernsehfilm; Zweiteiler)
- 2008: Jumper
- 2008: Paolo VI – Il Papa nella tempesta (Fernsehfilm)
- 2010: Io e mio figlio – Nuove storie per il commissario Vivaldi (Fernsehserie; eine Folge)
- 2010: Terra Ribelle (Fernsehserie, Serienhauptrolle)
- 2011: La donna della domenica (Fernsehfilm; Zweiteiler)
- 2011: Kommissar Rex – La mia banda suona il rock (Fernsehserie; eine Folge)
- 2012: Le tre rose di Eva (Fernsehserie, Serienhauptrolle)
- 2013: La finestra di Alice
- 2016: Bergfried (Fernsehfilm)